# ラフレシア・アルノルディイ
ラフレシア・アルノルディイ（学名 : Rafflesia arnoldii R.Br.）は、インドネシアのスマトラ島に分布するラフレシア科ラフレシア属の全寄生植物の1種である。

## 生態
山地のやや湿った林床に生育し、ブドウ科ミツバカズラ属の植物の茎または根に寄生する。個体の大部分は花であり、根や茎は退化している。花は全体に赤橙色である。本種は、ラフレシア属の中で最大の大きさとなり、その直径は1.5mに達する個体もある。開花間近の花は、キャベツのような姿であるが、2日ほどかかってゆっくり5枚の花片を開く。大きな肉質の花弁の表面には、黄色のいぼ状の斑点がある。花片の下部は、相互に合着して湾状の花筒になり、ずい柱の周りをとり巻いている。花に内側に向かってつぼ状のおおいがあり，中央部は大きく開口して深く落ちこんでいる。内部に約30個のツノ状の突起物をもつ盤状体がある。子房は下位で、多数の胚珠をもつ。雌雄異株であり、開花中は周囲に肉の腐ったような臭気を放出する。ハエは、この臭気に誘われて集まり，ハエによって雄花にある花粉を雌花に運ぶといわれている。雄花に寄ったハエは、中央のずい柱の盤縁の下に入り込み、毛の列に導かれて葯に達することにより、ハエは背中に粘着状の花粉をつける。雌花では、雄花に寄ったハエの背中についた花粉が、ずい柱の盤縁の下にある花柱の周りの毛によって捕らえられることにより受粉する。受粉からおよそ8か月かけて、こぶし大の果実が生育し、その中には、数百万個の微細な種子が含まれている。小型のほ乳類あるいはアリやシロアリによって、種子の散布が行われている。学名の「ラフレシア・アルノルディイ」は、1818年にトーマス・ラッフルズ（Thomas Stamford Raffles）とジョゼフ・アーノルド（Joseph Arnold）の2人により発見されたことが由来である。